# École Georges-Méliès
L'École Georges-Méliès est fondée en 1999 par Franck Petitta dans le château du parc Méliès à Orly (dans le Val-de-Marne) et dispense 3 formations consacrées aux métiers du cinéma d'animation, des effets spéciaux numériques, et des technologies en temps réel. Elle est l'une des 28 formations reconnues du Réseau des écoles françaises de cinéma d’animation (RECA),.

## Origine du nom
Elle porte le nom de Georges Méliès, un réalisateur de film muet français de la fin du XIXe siècle et début du XXe siècle, qui y fut pensionnaire de 1932 à son décès en 1938, lorsque le château servait de maison de retraite de la Mutuelle du cinéma, fondée en 1921 par Léon Brézillon, Président du syndicat français des exploitants du cinématographe.

## Historique
En 1999, l'école est fondée par Franck Petitta et s'appelle l'École européenne supérieure d'animation (EESA).
En 2010, l'école change de nom pour devenir l'École Georges Méliès.
En janvier 2014, l'école s'installe dans de nouveaux locaux près du château du parc Méliès et inaugure un nouveau bâtiment plus moderne et avec un meilleur équipement, notamment une salle de projection de cinéma, un studio d'enregistrement et un plateau de tournage,,.
En 2017, le magazine Le Figaro classe l'école à la 23e place dans son top 31 des meilleures écoles d’animation françaises.
En 2022, l'École ouvre une 5e année en alternance, en partenariat avec l'Université de Créteil et l'INA qui permet à ses étudiants d'accéder à une année de spécialisation pour parfaire leurs compétences, mais aussi d'obtenir un diplôme de Master 2[réf. souhaitée]. Un précédent partenariat avec l'Université Paris-Est Créteil et l'Université Paris-Est Marne-la-Vallée avait déjà été réalisé en 2016.

## Formations
L’École Georges Méliès propose plusieurs formations professionnelles en lien avec les métiers de l’image animée, du cinéma et des nouvelles technologies :
- Prépa Arts Appliqués; une année de préparation intensive dédiée à l’acquisition des bases artistiques (dessin, volume, couleur, observation) et à la constitution d’un portfolio solide.
- Artisan de l’Image Animée; un cursus en 5 ans formant aux métiers du cinéma d’animation (dessin animé, animation 2D/3D, réalisation, storyboard…).
- Artisan du Cinéma et des Nouvelles Technologies (CNT); Formation centrée sur la prise de vue réelle, la photographie, le montage, les effets spéciaux temps réel et les technologies immersives.
- Supervision de Production Virtuelle; une formation professionnelle d’un an, en alternance, axée sur les nouveaux workflows de production (Unreal Engine, motion capture, LED walls, pipeline hybride...)[8].

Ces formations sont dispensées par des professionnels du secteur et intègrent une forte dimension pratique.
L'équipe pédagogique est composée de professeurs permanents qui coordonnent les années et filières, anciens professionnels du secteur mais aussi d' intervenants professionnels, toujours en activité, anciens étudiants pour certains, qui interviennent en fonction des besoins propres à chaque année.[réf. souhaitée]